# Clemens Sedmak

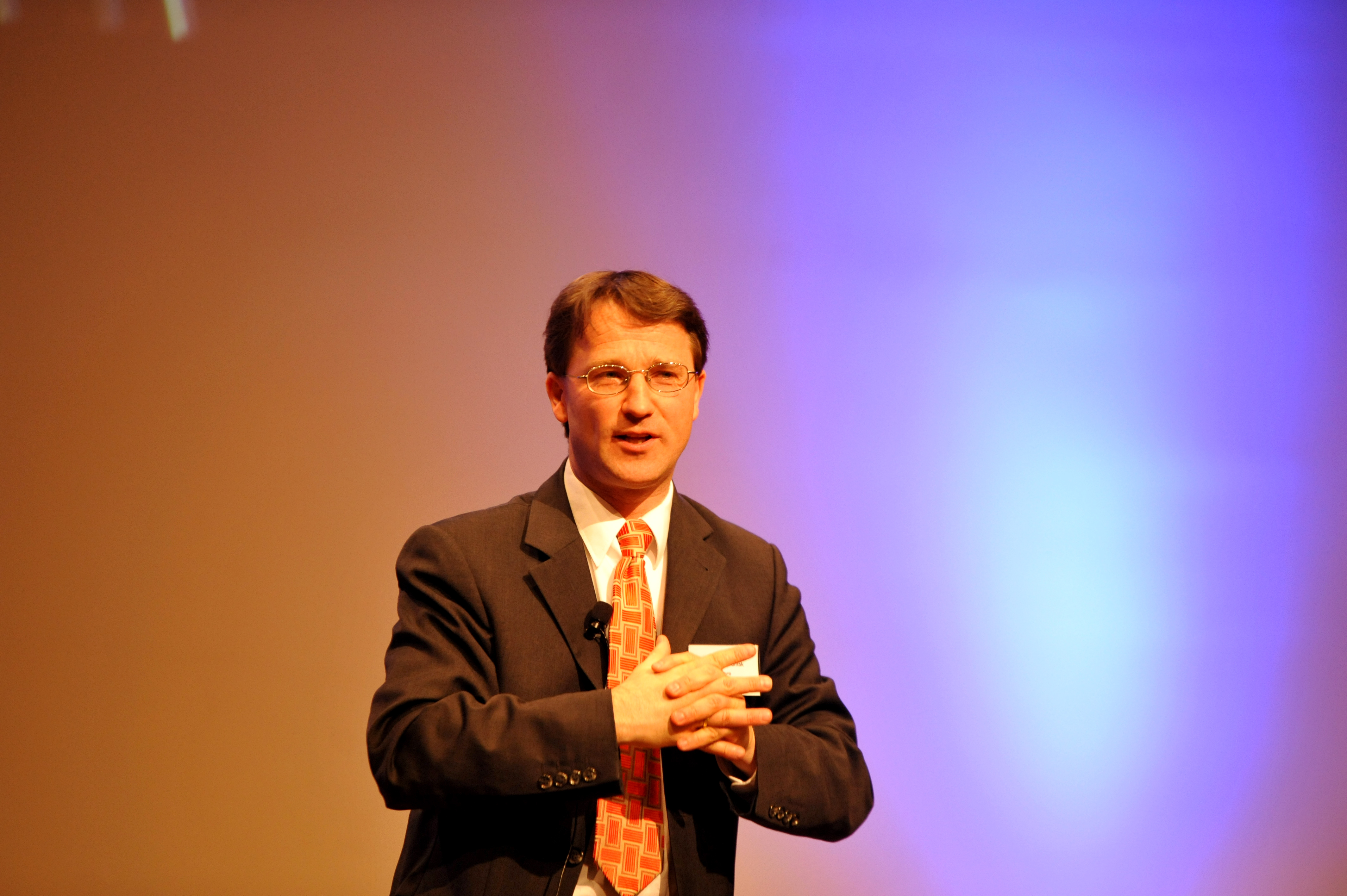
Clemens Sedmak (2013)

Clemens Sedmak (* 6. August 1971 in Bad Ischl) ist ein österreichischer Theologe und Philosoph. 

## Leben
Clemens Sedmak studierte von 1989 bis 1995 Philosophie, Theologie und Sozialtheorie an der Universität Innsbruck, an der ETH Zürich, am Seminar in Maryknoll (New York) und an der Universität Linz. 1994 wurde er unter den Auspizien des Bundespräsidenten zum Dr. phil. fac. theol, 1995 zum Dr. phil. promoviert und 1996 zum Dr. theol. 1998 erhielt er den Kardinal-Innitzer-Förderungspreis für Theologie. Im Jahr 1999 habilitierte er sich an der katholisch-theologischen Privatuniversität Linz in Fundamentaltheologie und ein Jahr später an der Universität Innsbruck in Philosophie.
Von 2001 bis 2005 war Sedmak zum Professor für Erkenntnistheorie und Religionswissenschaft an der Universität Salzburg, danach Philosophieprofessor am King’s College der Universität London. Er ist Leiter des von der Erzdiözese Salzburg geförderten Zentrums für Ethik und Armutsforschung der Universität Salzburg sowie Leiter des wissenschaftlichen Beirats des Internationalen Forschungszentrums für soziale und ethische Fragen in Salzburg. Seit 2018 ist Sedmak Professor für Sozialethik an der Keough School of Global Affairs der University of Notre Dame in den USA.
Sedmak ist verheiratet und hat drei Kinder. Er wohnt in Seekirchen.

## Publikationen
Aufsätze
- edition:menschlichkeit
- Working Papers: Facing Poverty
- Working Papers: Theories and Commitments

Werke
- Erkennen und Verstehen. Grundkurs Erkenntnistheorie und Hermeneutik. Tyrolia, Innsbruck/Wien 2003, ISBN 978-3-7022-2484-4.
- als Hrsg. mit Heinrich Schmidinger (Hrsg.): Vernunft-Kognition-Intelligenz. Der Mensch – ein animal rationale? Wissenschaftliche Buchgesellschaft, Darmstadt 2004.
- als Hrsg. mit Heinrich Schmidinger (Hrsg.): Autonomie-Personalität-Verantwortung. Der Mensch – ein freies Wesen? Wissenschaftliche Buchgesellschaft, Darmstadt 2005.
- als Hrsg. mit Heinrich Schmidinger (Hrsg.): Der Mensch – ein 'zôon politikón'? Gemeinschaft – Öffentlichkeit – Macht. Wissenschaftliche Buchgesellschaft. Darmstadt 2005.
- Heinrich Schmidinger, Clemens Sedmak (Hrsg.): Sprache-Dialog-Ritual. Der Mensch – ein 'animal symbolicum'? Topologien des Menschlichen. Wissenschaftliche Buchgesellschaft, Darmstadt 2007.
- Die politische Kraft der Liebe. Werte und Visionen. Tyrolia, Innsbruck/Wien 2007, ISBN 978-3-7022-2886-6.
- als Hrsg. mit Heinrich Schmidinger (Hrsg.): Der Mensch – ein Mängelwesen? Endlichkeit – Kompensation – Entwicklung. Topologien des Menschlichen. Wissenschaftliche Buchgesellschaft, Darmstadt 2008.
- als Hrsg. mit Heinrich Schmidinger (Hrsg.): Der Mensch – ein kreatives Wesen? Kunst – Technik – Innovation. Topologien des Menschlichen. Wissenschaftliche Buchgesellschaft, Darmstadt 2008.
- Das Gute leben. Von der Freundschaft mit sich selbst. Tyrolia, Innsbruck/Wien 2015, 5. Auflage 2015, ISBN 978-3-7022-3468-3
- Ans Herz gelegt. Die vielen Sprachen der Liebe. Tyrolia, Innsbruck/Wien 2016, ISBN 978-3-7022-3563-5
- Das Land, in dem die Wörter wohnen. Tyrolia, Innsbruck/Wien 2019, ISBN 978-3-7022-3743-1.
- hoffentlich. Gespräche in der Krise. Tyrolia, Innsbruck/Wien 2020, ISBN 978-3-7022-3885-8
- Gottsuche und Selbsterkenntnis im Gebet. Bitten, Flehen und Dank in biblischen Texten. Herder, Freiburg i. Br. 2022, ISBN 978-3-451-39045-6.

Zeitschrift
- als Hrsg.: (2002) Sonderheft zu Theologie Interkulturell und Studium der Religionen Salzburger Theologische Zeitschrift 6 (2002)